# ArtEZ
ArtEZ University of the Arts is een Nederlandse hogeschool voor de kunsten die in 2000 ontstond door fusie van een aantal kunstopleidingen in het oosten van het land. Er zijn vestigingen in Arnhem, Enschede en Zwolle.
De school is bestaat uit kunstacademies, conservatoria en theateropleidingen. De voorheen zelfstandige instituten hebben ieder hun eigen standplaats in de provincie Gelderland en Overijssel. De verschillende onderdelen hebben ieder hun eigen identiteit en specialiteit. ArtEZ telt ruim 3000 studenten en bachelor- en masteropleidingen in meer dan twintig richtingen zoals beeldende kunst, vormgeving, bouwkunst, schrijven, muziek, dans en theater. De naam ArtEZ is een gedeeltelijk acroniem waarin de letters A, E en Z elk de beginletter van de vestigingsplaatsen voorstellen en het woord 'art' verwijst naar de kernactiviteit van de hogeschool: het opleiden op elk gebied van de kunsten.

## ArtEZ

### Grootte
Vergeleken met algemene hogescholen is ArtEZ niet groot te noemen, maar in het kunstonderwijs was het in 2010, met 14,6% van alle studenten in Nederland die een kunststudie op hbo-niveau volgen, nipt de grootste.

### Missie
ArtEZ zegt van zichzelf: "ArtEZ staat voor kunstonderwijs dat naar internationale maatstaven van erkend hoge kwaliteit is. Afgestudeerden kennen hun positie en kracht, hebben hun artisticiteit en vakmanschap ontwikkeld en weten deze - in samenwerking met anderen - maatschappelijk betekenis te geven. Zij zijn voorbereid op een professioneel bestaan op het hoogste niveau binnen een internationale context."

### Organisatie

#### Bestuur
Het kunstonderwijs conglomeraat biedt onderwijs aan in de steden Arnhem, Enschede en Zwolle. De meerderheid van de ondersteunende diensten en het college van bestuur zijn in Arnhem gehuisvest. ArtEZ wordt bestuurd door een college van bestuur. Het CvB wordt op zijn beurt weer gecontroleerd en geadviseerd door de raad van toezicht.

#### ArtEZ studium generale
ArtEZ studium generale, voorheen dAcapo-ArtEZ is een afdeling die ontstond door samenvoeging van drie bestaande afdelingen Studium Generale, die elk teruggaan tot voor het ontstaan van ArtEZ. ArtEZ studium generale organiseert tweemaal per jaar een manifestatie naar aanleiding van een actueel thema in kunsten, wetenschap en samenleving. Deze activiteiten zijn openbaar en gratis toegankelijk. Hiermee organiseert ArtEZ een uitwisseling tussen kunstonderwijs en het culturele veld en stimuleert het kunstinhoudelijk debat.

## Vestigingen

### Locatie Arnhem
Deze bevat de volgende academies:

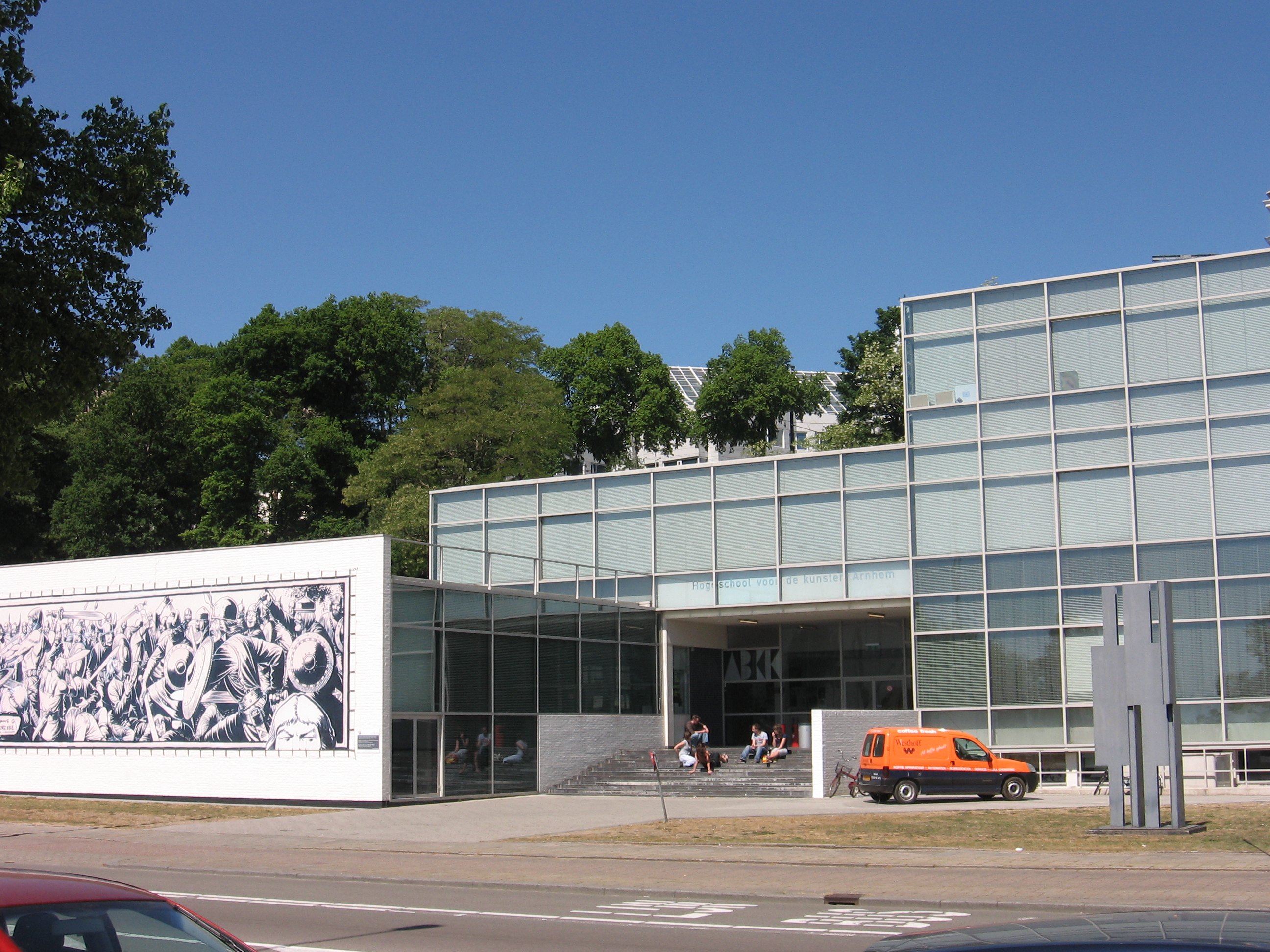
ArtEZ in Arnhem

- ArtEZ Academie voor Art & Design in Arnhem

- ArtEZ Academie voor Theater & Dans
- ArtEZ Conservatorium
- ArtEZ Academie van Bouwkunst

### Locatie Enschede

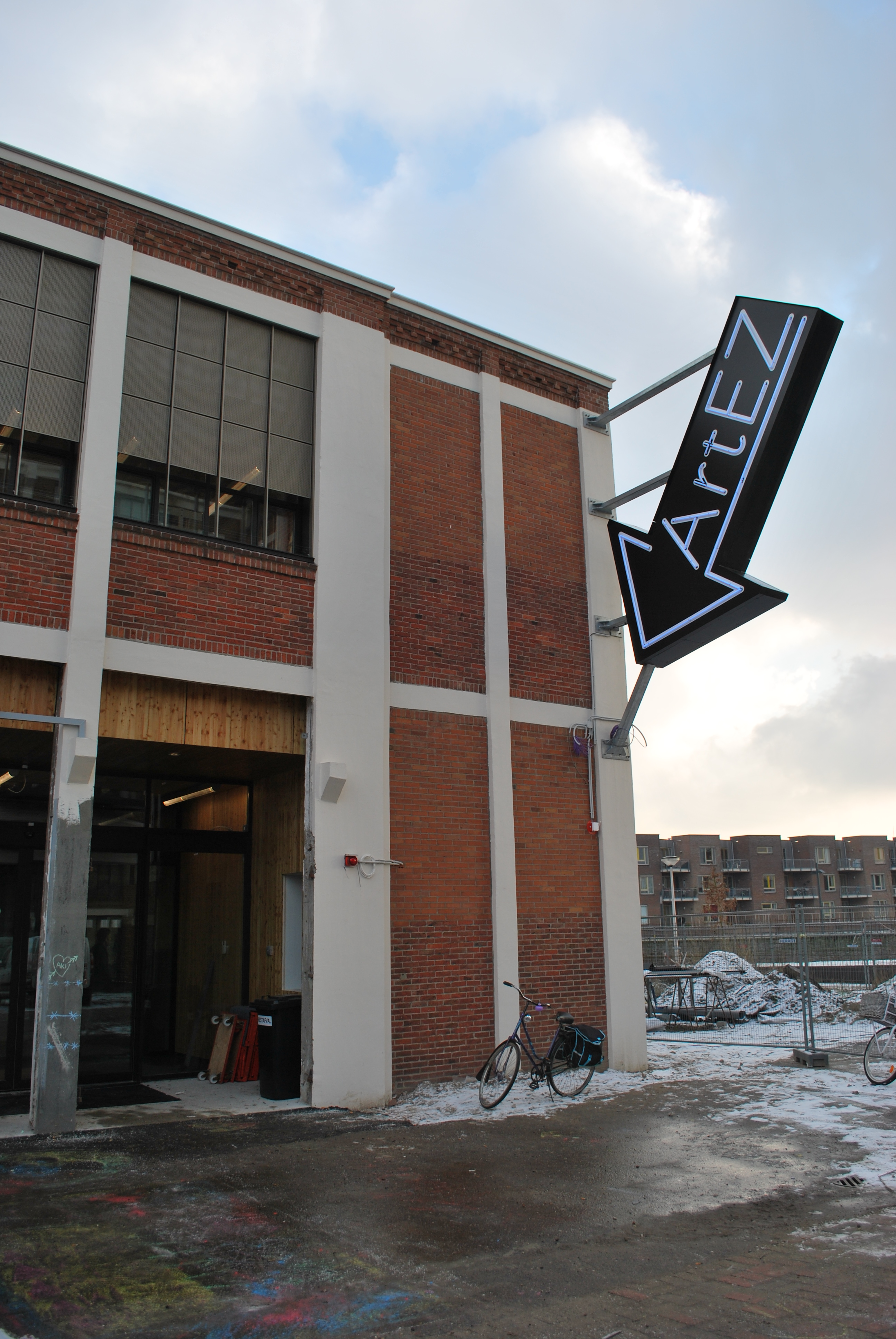
Tetem II, AKI ArtEZ Enschede

Deze bevat de volgende academies:
- AKI Art & Design Enschede ArtEZ
- ArtEZ Conservatorium

### Locatie Zwolle

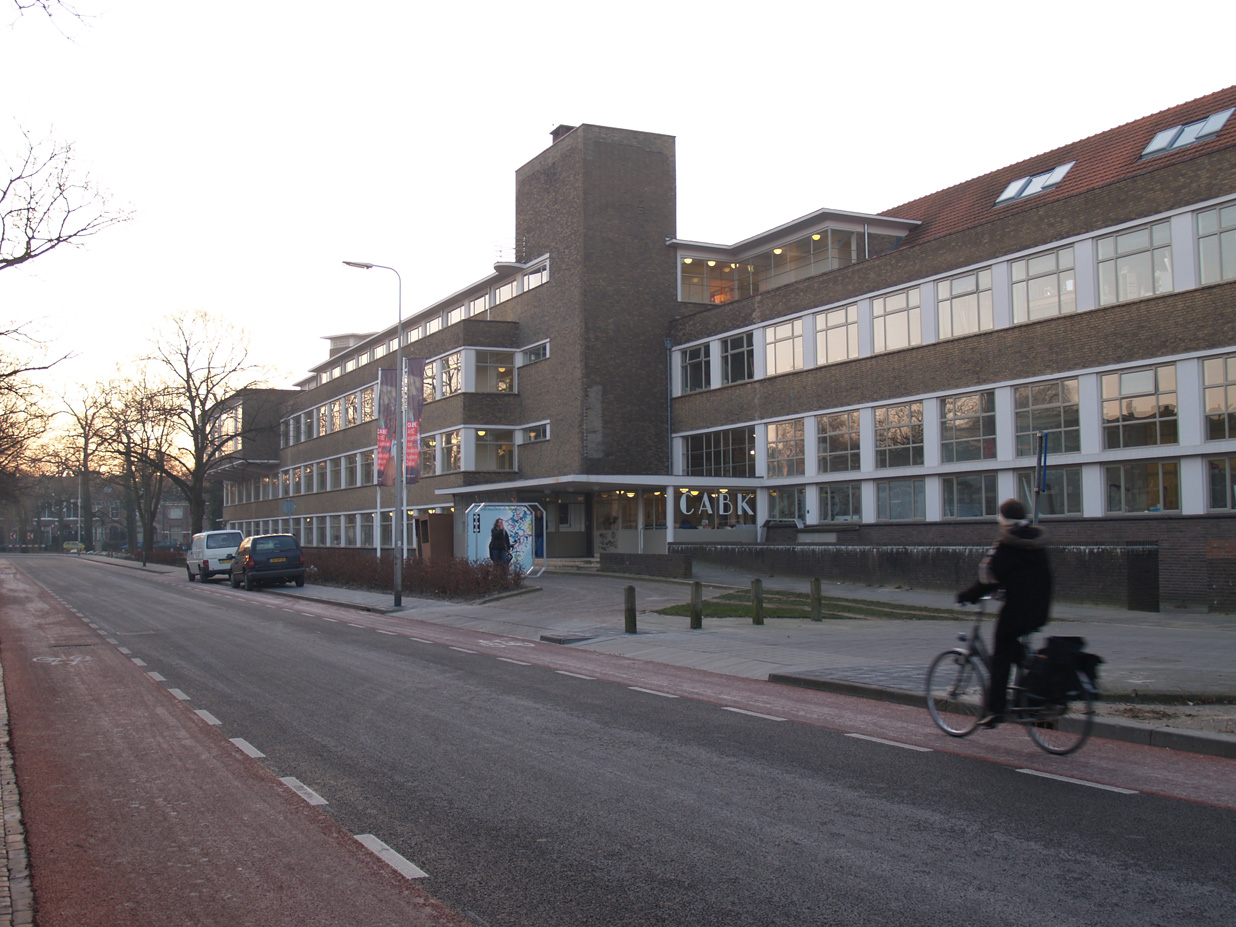
ArtEZ in Zwolle

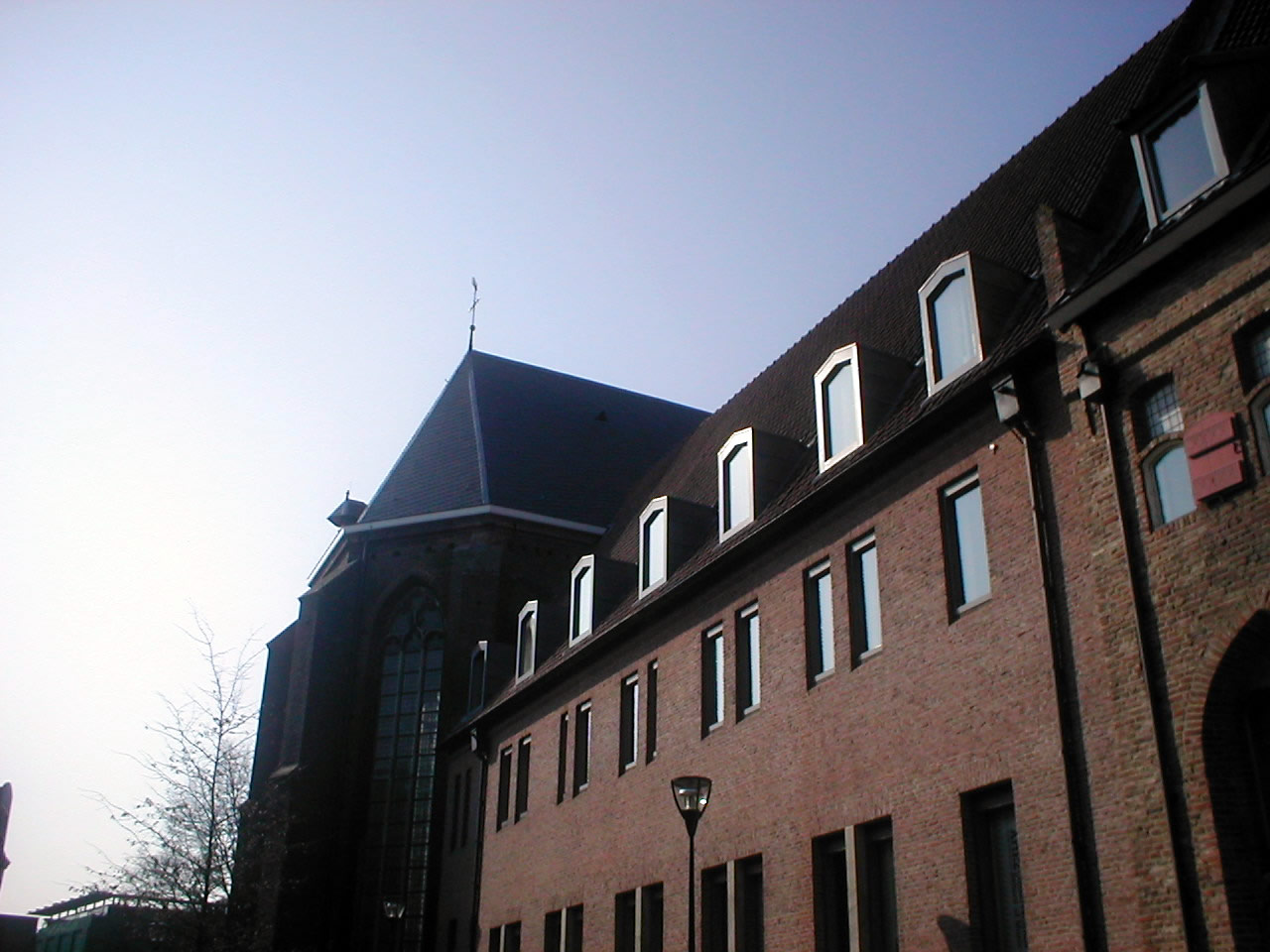
Conservatorium Zwolle (met daarachter de Broerenkerk)

De kunstopleidingen van ArtEZ in Zwolle waren tot aan de fusie onderdeel van Hogeschool voor de Kunsten Constantijn Huygens. De kunstacademie, CABK, was tot aan 2004 gevestigd in Kampen. De voormalige Expressieacademie is vlak voor de millenniumwisseling verhuisd van Kampen naar Zwolle. Het Conservatorium is gesticht in Zwolle.
De locatie Zwolle van ArtEZ bevat de volgende instituten:
- ArtEZ Academie voor Art & Design Zwolle
- ArtEZ Academie voor Theater en Dans
- ArtEZ Conservatorium

## Bekende docenten en oud-studenten
- Evert Bloemsma, letterontwerper en grafisch vormgever
- Michiel Braam, jazzpianist en componist
- Saske van der Eerden, vormgever
- Rineke Engwerda, kunstschilder
- Sanne Hans, singer-songwriter
- Arjan van Hees, predikant en organist
- Iris van Herpen, modeontwerpster
- Tom Holkenborg, dj, componist en producer
- Karin Hoogesteger, figuratief schilder
- Bertolf Lentink, singer-songwriter
- Hanco Kolk, striptekenaar en -scenarist
- Jeangu Macrooy, singer-songwriter
- Ramón Gieling, acteur, filmregisseur en scriptschrijver
- Krystl, singer-songwriter
- Martin Majoor, letterontwerper en grafisch vormgever
- Saskia Meulendijks, theater en tentoonstellingsmaker
- Djuwa Mroivili, pianist
- Tobias Nierop, acteur
- Geert van Ooijen, grafisch ontwerper
- Bodil Ouédraogo, Nederlands beeldend kunstenaar
- Jacques Reuland, componist, dirigent en muziekpedagoog
- Merlijn Twaalfhoven, componist en organisator van multidisciplinaire muziekevenementen
- Viktor & Rolf, ontwerpers
- Filemon Wesselink, verslaggever en presentator
- Marcel Wanders, industrieel ontwerper, meubelontwerper
- Daan Roosegaarde, innovator
- Alexander van Slobbe, modeontwerper
- Jan Vayne, pianist
- Ilse Warringa, Nederlands actrice en stemactrice